# Ademola Okulaja
Ademola Okulaja (Lagos, 10 de juliol de 1975 - Berlín, 16 de maig de 2022) va ser un jugador de bàsquet alemany d'origen nigerià.
Nascut a Nigèria, va arribar a Berlín, Alemanya, amb la seva família quan tenia només tres anys. Aler pivot de 2,06 metres d'alçada i 107 kg de pes, va debutar en el bàsquet d'elit el 1994 amb l'Alba Berlín. L'any 2010 va anunciar la seva retirada després de superar un càncer.
Okulaja va formar part de l'equip de la Universitat de North Carolina (1995-1999). on va coincidir amb Vince Carter i Antwan Jamison. En la seva carrera professional, va defensar els colors de diversos equips de la lliga espanyola (Bàsquet Girona, FC Barcelona, CB Málaga, València BC i Lucentum d'Alacant), a més d'equips alemanys (Alba Berlin -amb els que va guanyar una lliga i una copa Korac- i Brose Baskets), l'italià Benetton de Treviso i el rus Khimki BC. Va vestir la samarreta de la selecció alemanya en 172 ocasions, guanyant el bronze al Mundial de 2002. Va morir el 16 de maig de 2022 a Berlín, als quaranta-sis anys, després de deu anys de lluita contra un càncer, si bé no es coneix del cert la causa exacta de la seva defunció.